# Live Wire
Live Wire é um álbum gravado ao vivo pela banda Third Day, lançado a 23 de Novembro de 2004.
O disco atingiu o nº 22 do Top Christian Albums.

## Faixas

### CD
1. "Rockstar" (Powell, Third Day) - 3:28
2. "Come On Back to Me" (Powell, Third Day) - 4:05
3. "Sing a Song" (Powell, Third Day) - 4:03
4. "I Believe" (Powell, Third Day) - 3:00
5. "It's a Shame" (Powell, Third Day) - 4:10
6. "'Til the Day I Die" (Powell, Third Day) - 3:20
7. "Wire" (Lee, Third Day) - 4:41
8. "Blackbird" (Powell, Third Day) - 7:36
9. "I Got a Feeling" (Powell, Third Day) - 4:44
10. "Thank You All" (Powell, Third Day) - 3:22

### DVD
1. "Rockstar" (Powell, Third Day)
2. "Come On Back to Me" (Powell, Third Day)
3. "Sing a Song" (Powell, Third Day)
4. "Consuming Fire" (Powell, Third Day)
5. "I Believe" (Powell, Third Day)
6. "It's a Shame" (Powell, Third Day)
7. "My Hope Is You" (Powell, Third Day)
8. "'Til the Day I Die" (Powell, Third Day)
9. "Blackbird" (Powell, Third Day)
10. "Wire" (Lee, Third Day)
11. "Show Me Your Glory" (Powell, Third Day)
12. "You Are Mine" (Powell, Third Day)
13. "I Got a Feeling" (Powell, Third Day)